# Faye Hamlin
Fanny "Faye" Matilda Dagmar Hamlin, född 23 oktober 1987 i Stockholm, är en svensk sångerska (mezzosopran). Hon var en av originalmedlemmarna i den svenska popgruppen Play. Hon hoppade av gruppen 2003 för att fortsätta sin skolgång; Janet Leon tog hennes plats. 
Hamlin har sedan gjort reklam åt MQ. I reklamfilmen sjunger hon "Go Your Own Way". Hon deltog i TV4 serien Made in Sweden 2010